# De Onderneming (Hippolytushoef)
De Onderneming is een rietgedekte grondzeiler in het Nederlandse dorp Hippolytushoef.
De molen is eigendom van Vereniging De Wieringer Molens. De molen is in 1851 gebouwd als koren- en pelmolen en heeft tot ongeveer 1950 dienstgedaan. In 1952 heeft de stichting Oud-Wieringen De Onderneming aangekocht om deze te behouden. In 1964 is de molen uitwendig gerestaureerd. Pas in 2000 volgde een ingrijpende restauratie die de Onderneming weer maalvaardig maakte.
Het pelwerk is in de jaren 20 verwijderd. Op de voormalige pelzolder draait sinds de restauratie van 2000 een windgedreven koekenbreker. Van de drie koppels maalstenen is één koppel verwijderd. Op de begane grond bevindt zich een maalstoel met twee koppels stenen: een koppel blauwe stenen en een koppel kunststenen. De molen heeft een neutenkruiwerk.
De Onderneming is op dinsdag en woensdag 9.00 - 16.00 uur en op afspraak geopend voor bezichtiging.

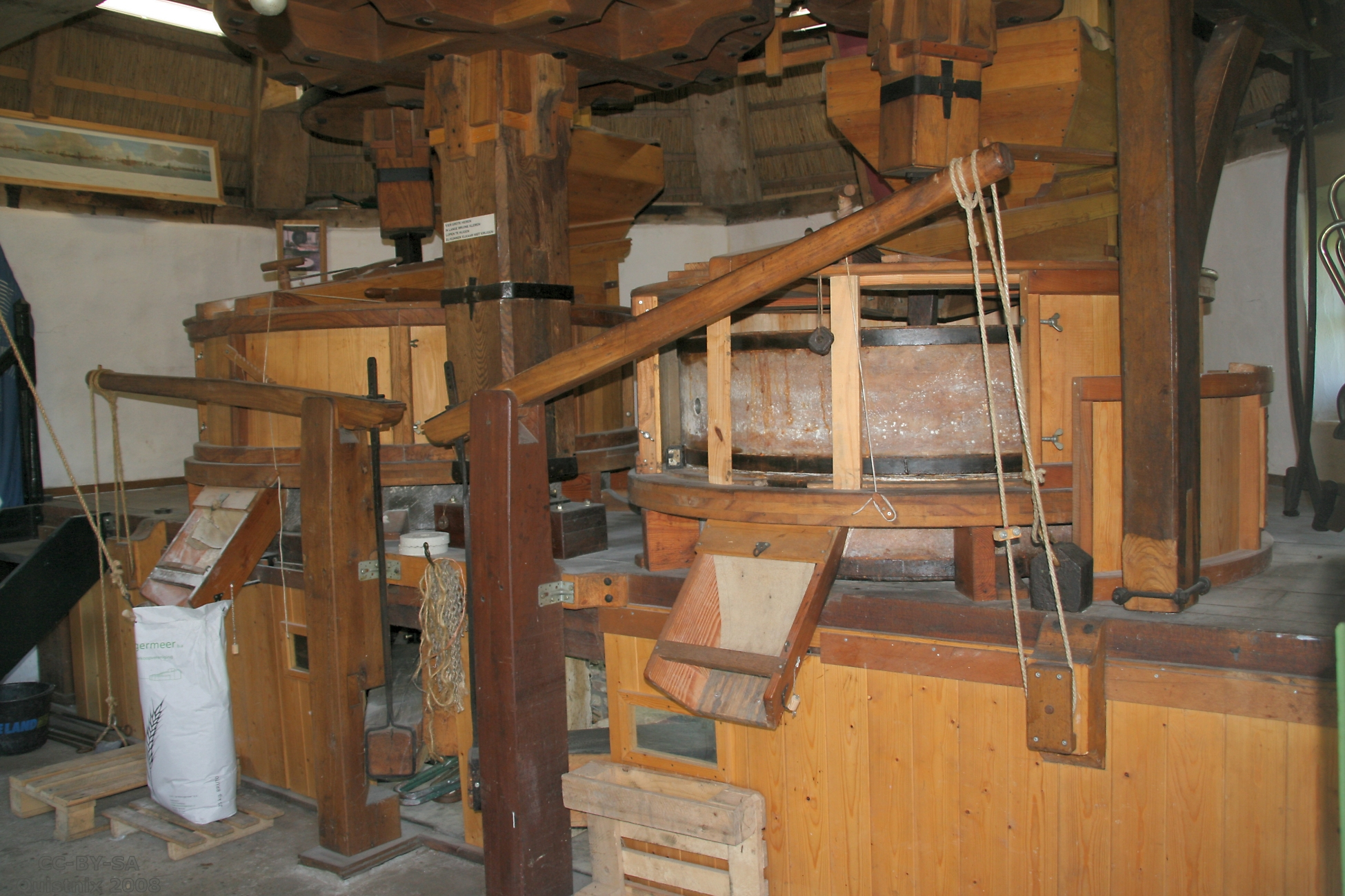
Maalstoel
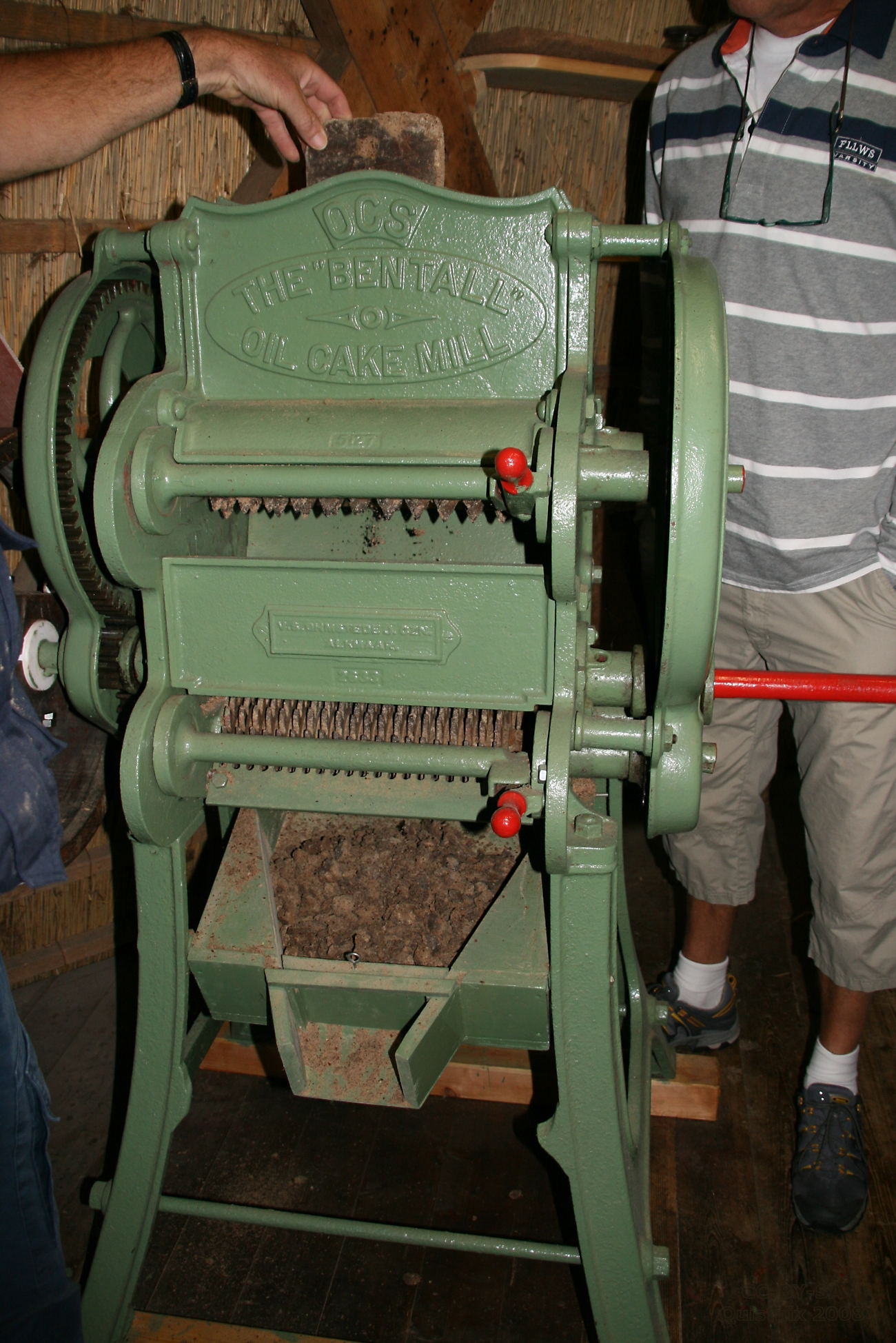
Koekenbreker
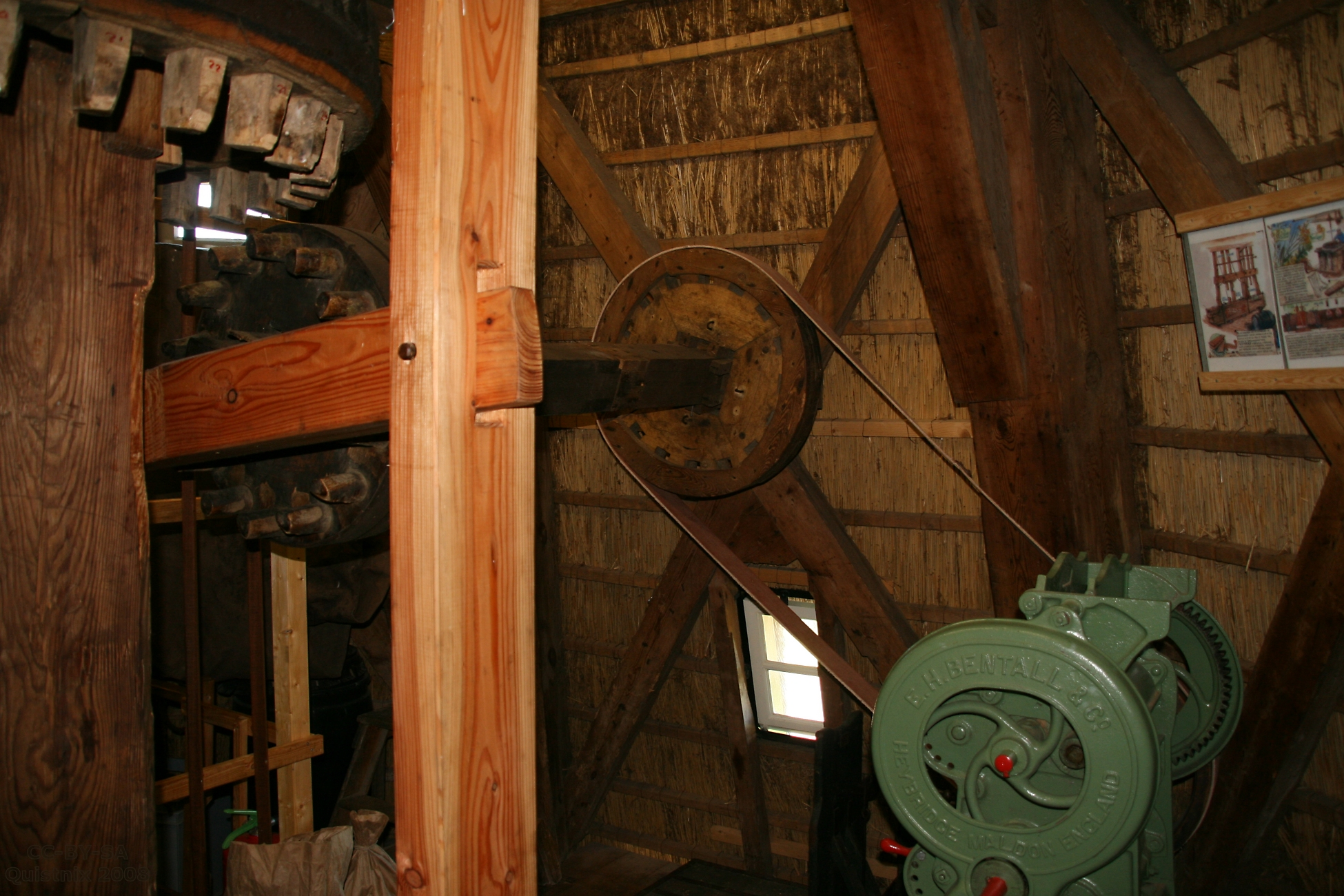
Aandrijving voor de koekenbreker